# Berzosa del Lozoya
Berzosa del Lozoya ist eine Gemeinde (municipio) mit 231 Einwohnern (Stand: 2024) in der Autonomen Gemeinschaft Madrid.

## Lage und Verkehr
Berzosa del Lozoya liegt etwa 80 Kilometer nordnordöstlich der Stadt Madrid. Die östliche Gemeindegrenze bildet der von der Talsperre El Villar aufgestaute Lozoya.

## Bevölkerungsentwicklung
| Jahr      | 1960 | 1970 | 1981 | 1991 | 2001 | 2011 | 2021 |
| Einwohner | 98   | 81   | 53   | 74   | 131  | 234  | 216  |

## Sehenswürdigkeiten
- Himmelfahrtskirche (Iglesia de la Asunción)
- Rathaus

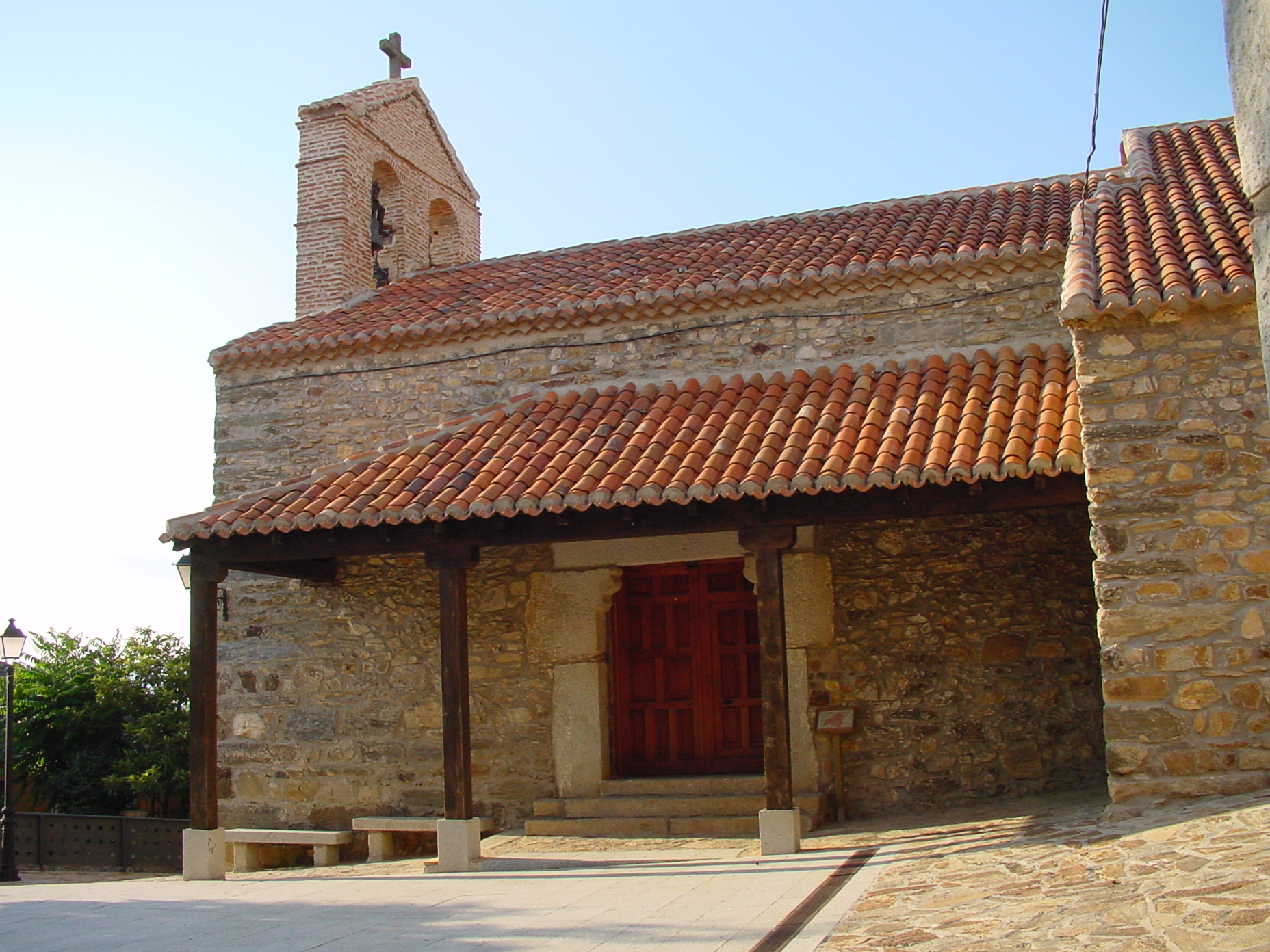
Himmelfahrtskirche
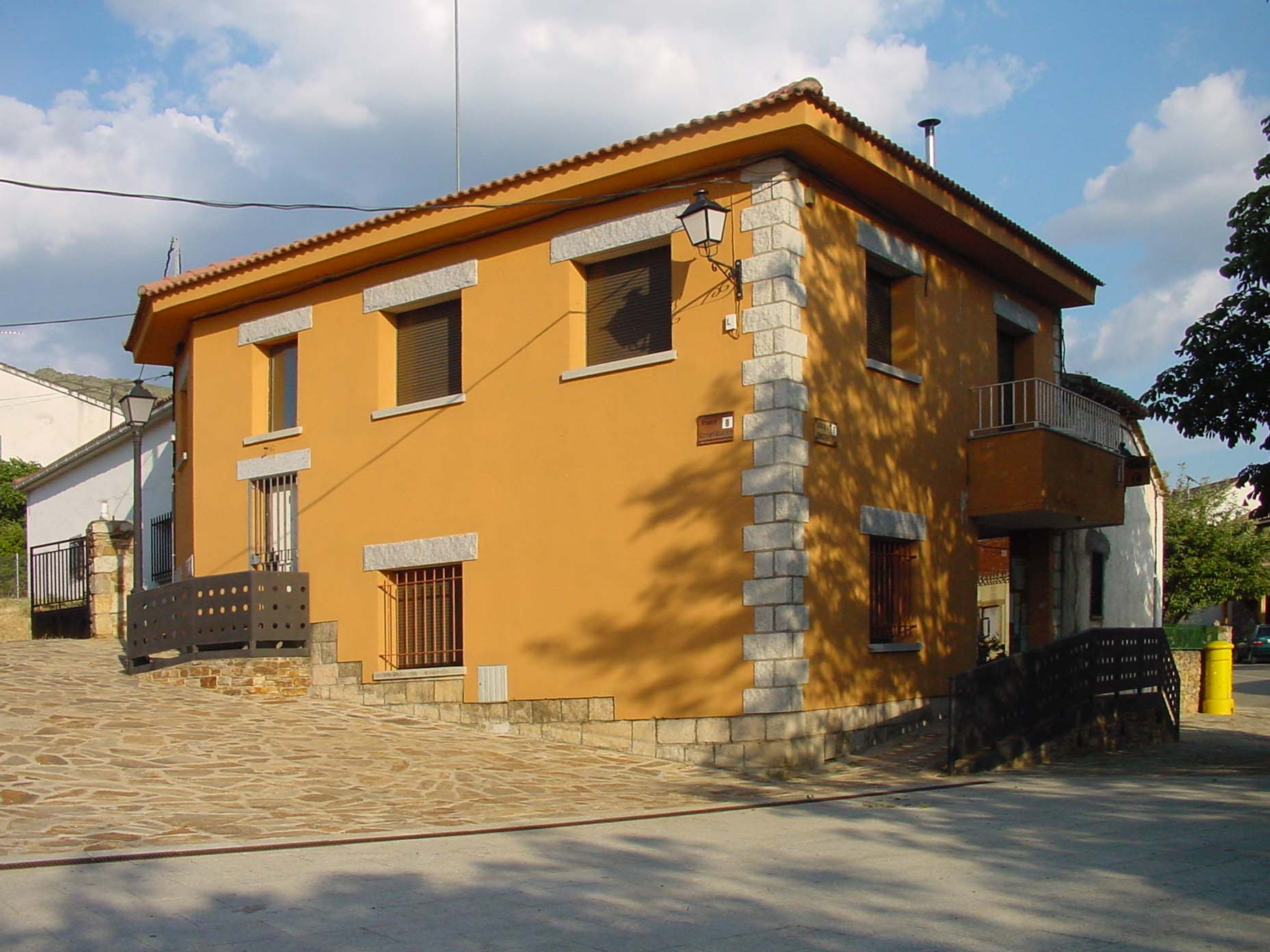
Rathaus